# Сточек (Венґровський повіт)
Сточек (пол. Stoczek) — село в Польщі, у гміні Сточек Венґровського повіту Мазовецького воєводства.
Населення — 922 особи (2011).
У 1975-1998 роках село належало до Седлецького воєводства.

## Демографія
Демографічна структура станом на 31 березня 2011 року:
|          | Загалом | Допрацездатний вік | Працездатний вік | Постпрацездатний вік |
| -------- | ------- | ------------------ | ---------------- | -------------------- |
| Чоловіки | 467     | 97                 | 320              | 50                   |
| Жінки    | 455     | 82                 | 266              | 107                  |
| Разом    | 922     | 179                | 586              | 157                  |